# 免疫遗传学
免疫遗传学（英語：Immunogenetics 或 Immungenetics）是一个生物学分支，研究免疫系统和遗传之间的关系。